# Leiocottus hirundo
Leiocottus hirundo är en fiskart som beskrevs av Girard, 1856. Leiocottus hirundo ingår i släktet Leiocottus och familjen simpor. Inga underarter finns listade i Catalogue of Life.